# 四国遺産
『四国遺産』（しこくいさん）とは、西日本放送で2006年4月2日から10月8日まで放送された紀行番組。全27回。四国地方の日本テレビ系列でも放送された。

## 概要
毎回、四国各地に存在する文化や自然の数々を「四国遺産」として紹介していく。なおハイビジョン制作であったが、放送当時地上デジタル放送開始前であった（四国放送・南海放送・高知放送は2006年10月、西日本放送は同年12月に開始）。

## テーマソング
- 大地のうた
  - 作詞・作曲・歌:mirekan

## ナレーション
- 亀谷哲也（西日本放送アナウンサー）

## 放送時間
- 西日本放送（制作局） - 日曜日 11:45 - 12:00
- 四国放送 - 土曜日 9:45 - 10:00
- 南海放送 - 日曜日 5:00 - 5:15
- 高知放送 - 日曜日 7:30 - 7:45